# Orica albovirgulata
Orica albovirgulata är en skalbaggsart som först beskrevs av Leon Fairmaire 1888.  Orica albovirgulata ingår i släktet Orica och familjen långhorningar.
Artens utbredningsområde är Madagaskar. Inga underarter finns listade i Catalogue of Life.